# Orny (Mosel·la)
Orny és un municipi francès, situat al departament del Mosel·la i a la regió del Gran Est. L'any 2007 tenia 347 habitants.

## Demografia

### Població
El 2007 la població de fet d'Orny era de 347 persones. Hi havia 120 famílies, de les quals 20 eren unipersonals (12 homes vivint sols i 8 dones vivint soles), 40 parelles sense fills, 52 parelles amb fills i 8 famílies monoparentals amb fills.
La població ha evolucionat segons el següent gràfic:
Habitants censats

### Habitatges
El 2007 hi havia 132 habitatges, 122 eren l'habitatge principal de la família i 10 estaven desocupats. 125 eren cases i 6 eren apartaments. Dels 122 habitatges principals, 111 estaven ocupats pels seus propietaris, 9 estaven llogats i ocupats pels llogaters i 2 estaven cedits a títol gratuït; 2 tenien dues cambres, 11 en tenien tres, 25 en tenien quatre i 84 en tenien cinc o més. 105 habitatges disposaven pel capbaix d'una plaça de pàrquing. A 45 habitatges hi havia un automòbil i a 70 n'hi havia dos o més.

### Piràmide de població
La piràmide de població per edats i sexe el 2009 era:
| Homes | Edats   | Dones |
| ----- | ------- | ----- |
| 0     | 95 o +  | 0     |
| 0     | 90 a 94 | 0     |
| 0     | 85 a 89 | 4     |
| 0     | 80 a 84 | 0     |
| 4     | 75 a 79 | 8     |
| 4     | 70 a 74 | 0     |
| 8     | 65 a 69 | 12    |
| 12    | 60 a 64 | 0     |
| 12    | 55 a 59 | 4     |
| 4     | 50 a 54 | 8     |
| 4     | 45 a 49 | 4     |
| 8     | 40 a 44 | 0     |
| 16    | 35 a 39 | 32    |
| 8     | 30 a 34 | 4     |
| 8     | 25 a 29 | 4     |
| 0     | 20 a 24 | 0     |
| 4     | 15 a 19 | 0     |
| 0     | 10 a 14 | 12    |
| 4     | 5 a 9   | 4     |
| 8     | 0 a 4   | 4     |

## Economia
El 2007 la població en edat de treballar era de 230 persones, 183 eren actives i 47 eren inactives. De les 183 persones actives 175 estaven ocupades (96 homes i 79 dones) i 8 estaven aturades (3 homes i 5 dones). De les 47 persones inactives 14 estaven jubilades, 20 estaven estudiant i 13 estaven classificades com a «altres inactius».

### Ingressos
El 2009 a Orny hi havia 125 unitats fiscals que integraven 369 persones, la mediana anual d'ingressos fiscals per persona era de 20.058 €.

### Activitats econòmiques
Dels 2 establiments que hi havia el 2007, 1 era d'una empresa de construcció i 1 d'una empresa de transport.
L'únic servei als particulars que hi havia el 2009 era una lampisteria.
L'any 2000 a Orny hi havia 4 explotacions agrícoles que ocupaven un total de 512 hectàrees.

## Equipaments sanitaris i escolars
El 2009 hi havia una escola elemental integrada dins d'un grup escolar amb les comunes properes formant una escola dispersa.

## Poblacions més properes
El següent diagrama mostra les poblacions més properes.